# Монастырь кармелитов (Глубокое)
Монастырь кармелитов — бывший монастырь и комплекс исторических зданий XVII—XVIII века в Глубоком, памятник архитектуры республиканского значения. Расположен на площади 17 Сентября.

## История
Монастырь ордена босых кармелитов существовал с XVII века. Каменный костёл возведён в 1639—1654 гг. на средства мстиславского воеводы Иосифа Корсака, похороненного в его крипте. В 1735 году костёл перестроен в стиле виленского барокко по проекту архитектора И. К. Глаубица, одновременно с этим возведено каменное жилое здание монастыря и ворота. Позднее при монастыре функционировали пансион, библиотека, госпиталь, аптека, был комплекс служебных и складских помещений. Монастырь был закрыт в 1865 году. Костёл с 1875 года действует как православная церковь Рождества Богородицы. От жилого здания сохранилось только одно крыло, два других разобраны в 1892 году.

## Архитектура
Сохранившийся комплекс включает собор Рождества Богородицы (бывший костёл), входные двери и декоративную галерею по периметру церкви, здание монастыря и ограду с воротами. Костёл представляет собой трёхнефную четырёхбашенную базилику. Обильный декор фасада представлен пилястрами, раскреповками, профилированными тягами, нишами и т. д. К костёлу с северо-запада примыкает трёхэтажное прямоугольное в плане здание монастыря с внутренним двором. Трёхпролётные ворота (брама) в стиле позднего барокко располагаются на оси костёла.